# Nguyễn Đình Hương (sinh 1945)
Giáo sư Tiến sĩ Nguyễn Đình Hương (sinh ngày mùng 5 tháng 5 năm 1945) là đại biểu Quốc hội Việt Nam khóa 11, Phó chủ nhiệm Uỷ ban Văn hoá, Giáo dục, Thanh niên, Thiếu niên và Nhi đồng của Quốc hội, đoàn đại biểu Hà Tĩnh.. Ông nguyên Hiệu trưởng Trường Đại học Kinh tế Quốc dân.

## Tiểu sử
Nguyễn Đình Hương sinh ngày 5 tháng 5 năm 1945, người dân tộc Kinh, không theo tôn giáo nào. Ông có quê quán tại xã Cương Gián, huyện Nghi Xuân, tỉnh Hà Tĩnh.
Nguyễn Đình Hương có học vị tiến sĩ, học hàm giáo sư.
Ông là đảng viên Đảng Cộng sản Việt Nam.
Ông có trình độ cao cấp lí luận chính trị của Đảng Cộng sản Việt Nam.
Nguyễn Đình Hương là Đại biểu Quốc hội Việt Nam khoá 11 chuyên trách trung ương thuộc đoàn đại biểu tỉnh Hà Tĩnh, Phó chủ nhiệm Ủy ban Văn hoá, Giáo dục, Thanh niên, Thiếu niên và Nhi đồng của Quốc hội khóa 11, Thư ký Kỳ họp Quốc hội khóa 11.

## Đời tư
Ông có một người con gái là Nguyễn Thị Phú Hà, Đại biểu Quốc hội khóa XV,  Phó Chủ nhiệm Ủy ban Tài chính – Ngân sách của Quốc hội. Một người con trai là  PGS.TS. Nguyễn Đình Thọ, Viện trưởng Viện Chiến lược, Chính sách tài nguyên và môi trường thuộc Bộ Tài nguyên và Môi trường.